# Aurelio Mejía
Aurelio Mejía Mejía (Santa Bárbara, 7 de septiembre de 1899-Medellín, 21 de diciembre de 1958) fue un político, periodista y abogado colombiano, que se desempeñó en tres ocasiones, una de manera interina, como Gobernador de Antioquía.

## Biografía
Nació en la población de Santa Bárbara, al sur de Antioquia, el 7 de septiembre de 1899, hijo de Víctor Daniel Mejía Peláez y de Emilia Mejía Mejía. Realizó sus primeros estudios en Santa Bárbara y en Abejorral, para después trasladarse a Medellín, donde estudió Derecho en la Universidad de Antioquia, de donde se graduó en 1926.
Desde su juventud participó del periodismo, siendo corrector de pruebas y cronista del periódico El Espectador, cuando este aún se editaba en Medellín; así mismo, fue uno de los fundadores del periódico El Correo, el cual circuló en Antioquia entre 1944 y 1965.
Comenzó su carrera política como Superintendente de Rentas de Antioquia en 1930, para después ser Secretario de Hacienda de Antioquia durante el gobierno de Carlos Cock, y posteriormente ser miembro del Concejo de Medellín. En 1934 se convirtió en diputado a la Asamblea Departamental de Antioquia, volviendo a ocupar un escaño en ese órgano legislativo en 1936 y 1958. También se desempeñó como Senador de Colombia y Representante a la Cámara. Miembro del Comité de Cafeteros de Antioquia por varios años, fue Gobernador de Antioquia por primera vez de manera interina en junio de 1931, durante el gobierno del gobernador Carlos Cock, repitiendo como gobernador en 1935. Su último mandato fue entre 1939 y 1942, en el cual tuvo largos períodos de gobiernos interinos. Fue uno de los políticos liberales más populares de la época.
Falleció en diciembre de 1958. Casado en Medellín con Ana Botero Vallejo, unión de la cual nacieron Marta Emilia, Blanca Luz, Lili, Beatriz Elena, José Paz, Aurelio Jaime, Ana Patricia y María Claudia Mejía Botero.
El coliseo Aurelio Mejía de Medellín se llama así en su honor.